# Битка код Аргинуских острва
Битка код Аргинуских острва  је битка између Атине и Спарте, која се одиграла 406. п. н. е. То је била једна од битака Пелопонеског рата.

## Спарта блокира Атињане на Лезбосу
Спартанци под командом Каликратида блокирали су на острву Лезбос Атињане под командом Конона. Атина шаље у помоћ 155 бродова са недовољно вештом посадом. У Атини је било остало јако мало вештих веслача, тако да су на бродове укрцали ослобођене робове. Пошто није било морнаричких официра на располагању флотом је командовало 8 генерала.
Каликратида са 120 бродова пресреће атинску флоту.

## Почетни распоред
Пошто су знали да се суочавају са искусним спартанским посадама, Атињани одлучују да примене нову стратегију. Уместо традиционалне једне линије бродова, Атински центар се састојао од две линије, са ширим размацима међу бродовима.
Бродови из друге линије тиме су могли штитити бокове бродова прве линије. Несигурни како да се боре протв те формације, Спартанци се нису усудили да нападну Атински центар.

## Битка
Детаљи битке нису јасни, али како је битка трајала, долазила је до изражаја суприорност у броју Атињана на крилима, па су се спартански бокови почели савијати. Присуство очуваног центра омогућило је да се даље сабије спартанска формација. Коначно Спартанци беже, губећи 70 бродова. Атињани су изгубили 25 бродова. Каликратида је убијен у бици.

## Последице
После битке Атињани су претрпјели губитке. Због олује након битке нису могли да спасу много морнара са потопљених бродова.
По повратку у Атину сменили су официре јер нису спасили морнаре са потопљених бродова. Шесторицу су погубили, а међу њима је био и Периклеов син. Неки су побегли, па им се судило у одсуству. Изостанак талентованих команданата се осетио следеће године у бици код Егоспотама.